# Lisa Arch
Lisa Arch (Los Angeles, 23 de novembro de 1971) é uma atriz estadunidense.

## Filmografia

### Cinema
| Ano  | Título                          | Personagem         | Notas |
| 2007 | Evan Almighty                   | Apoio              |       |
| 2005 | I'm Not Gay                     | Chris              |       |
| 2005 | Guess Who                       | Mulher do elevador |       |
| 2001 | The Comedy Team of Pete & James | Gwen               |       |
| 2001 | Legally Blonde                  | Guest              |       |
| 1999 | Dirt Merchant                   | Repórter da XTV    |       |
| 1998 | Billboard Dad                   | Mulher #2          |       |

### Televisão
- 2011 - Austin & Ally - Demonica Dixon
- 2008 - Clean House
- 2007 - ... - Cory na Casa Branca - Samantha Samuels
- 2006 - Hannah Montana - Liza (a fotógrafa)
- 2006 - Half & Half
- 2004 - Significant Others
- 2003 - Charmed
- 2003 - Windy City Heat
- 2003 - Reno 911! (stripper)
- 2002 - Dinner and a Movie
- 2000 - Arquivo X (garota no telefone)
- 1998 - Michael Hayes
- 1997/1998 - MADtv
- 1996 - Seinfeld